# الإسلام السياسي في الميزان: حالة المغرب
الإسلام السياسي في الميزان : حالة المغرب هو كتاب للمفكر المغربي حسن أوريد الحاصل على ميدالية الشاعر ألكسندر بوشكين نظير أعماله في الثقافة والأدب سنة 2015. صدر المؤلف عام 2016 عن منشورات توسنا مطبعة المعارف الجديدة في الرباط. يتكون الكتاب من 160 صفحة ويُعد ترجمة عربية لكتاب فرنسي صدر عام 2015 بعنوان مأزق الإسلام السياسي. ترجم المؤلف النص بنفسه مع الحفاظ على دقة المحتوى الأصلي.

## الهيكل
ينقسم كتاب "الاسلام السياسي في الميزان" إلى خمسة فصول أساسية، تخضع لتقسيم  موضوعاتي:
- الفصل الأول: استحداث التقاليد.
- الفصل الثاني: أسلمة الحداثة.
- الفصل الثالث: تسامي الحداثة وتصريف التقاليد.
- الفصل الرابع: تحديث الاسلام.
- الفصل الخامس؛ الاسلام بين الاقتداء والتقليد.

## المقدمة
الكتاب يبدأ بمقدمتيْن تناقشان العلاقة بين الدين والسياسة في السياق المعاصر. تبرز المقدمة الأولى إشكالية توظيف الدين في السياسة والحاجة إلى فصل العمل الدعوي عن السياسي، مع الإشارة إلى مراجعات داخل التيارات الإسلامية نفسها. أما المقدمة الثانية، فتستعرض خلفيات الظاهرة الإسلامية الحركية في المغرب بعد "الربيع العربي" وتواجهها مع التيارات السلفية المختلفة، كما تناقش التعايش بين الإسلاميين والتيكنوقراط والتحديات الاجتماعية المصاحبة، متسائلة عن مدى كون ذلك براغماتية أو تأقلمًا. ويشير الكتاب إلى أن توظيف الدين ليس حكراً على الإسلاميين فقط، بل يشمل الدولة والمعارضين، مما يعكس علاقة معقدة مع الحداثة. وينطلق من فكرة أن العامل الديني يعبر عن صدمة الحداثة المضطربة، وأن الطريق نحو الحداثة السياسية لا يكون باستنساخ النموذج الغربي، بل عبر مواجهة تحديات داخلية بطريقة ذاتية.

## ملخص الفصول

### الفصل الأول:"استحداث التقاليد".
يتناول هذا الفصل مفهوم "استحداث التقاليد" وكيفية توظيفها من قبل النظام السياسي. يشرح المؤلف أن هذه العملية لا تقتصر على إنشاء تقاليد جديدة فحسب، بل تهدف أيضًا إلى ضبط السلوكيات والممارسات الاجتماعية عبر آليات المراقبة والتنظيم. ويركز على أن "التقاليد المنقحة" أو التقاليد التي تم تحديثها تستخدم "التحديث" كأداة وليست كغاية، بمعنى أن التحديث هنا شكلي يركز على المظاهر السطحية وليس على العمق أو الجذور الثقافية. ويبرز أن هذا النوع من التحديث يهدف إلى المحافظة على الاستقرار الاجتماعي والسياسي عبر التحكم في الموروثات الثقافية بدلاً من إحداث تغييرات جوهرية.

### الفصل الثاني:"أسلمة الحداثة".
يركز هذا الفصل على مفهوم "أدلجة التقاليد" ودور الإيديولوجيا في معالجة الأزمات والمآزق السياسية والاجتماعية. يوضح المؤلف كيف يرتبط توظيف الأفكار بتوفير سند للإيمان وتقديم تبريرات له، مما يسهم في تعزيز الالتزام لدى الأفراد والمجموعات. كما يتناول جذور بعض أفكار التيارات السياسية التي تأثرت بمفاهيم العدالة الاجتماعية والاشتراكية، مستعرضًا تأثير التجربة الصينية والثورة الإيرانية في تشكيل هذه الأفكار. يتابع الفصل تطور خطاب بعض الجماعات الإسلامية، ويحلل العوامل التي ساهمت في انتشار أفكارهم على الصعيدين الدعوي والسياسي، ويناقش "طريقة استعمال الإيديولوجية" كأداة لتبرير وتحفيز الخطاب السياسي، مع الإشارة إلى أن بعض الخطابات تبقى بلا جواب واضح أو معالجة جذرية.

### الفصل الثالث: "تسامي الحداثة وتصريف التقاليد".
يستعرض هذا الفصل التحول البراغماتي الذي عرفته بعض التيارات السياسية ذات المرجعية الإسلامية، حيث انتقل عدد من القادة من المشاركة في حركات يسارية إلى الانخراط في جماعات إسلامية، قبل أن يسعوا لاحقًا إلى الاندماج السياسي في ظل متغيرات إقليمية ودولية. يناقش المؤلف الخيارات التي واجهتها الدولة بين إدماج هذه التيارات أو مواجهتها، وكيف تم استغلال هيكل حزبي قائم للسماح بوجودهم السياسي.
كما يركز الفصل على الدور الذي لعبته البراغماتية في تطبيع العلاقة بين هذه التيارات والسلطة، مسلطًا الضوء على كيفية تقديم بعض التنظيمات ذات المرجعية الإسلامية التنظيم السياسي على الخطاب الأيديولوجي، مما أثار انتقادات داخلية بشأن تغليب المكاسب السياسية على المبادئ الفكرية والدعوية، مع إبراز تجارب بعض الناشطين السابقين الذين عبروا عن خيبة أملهم من هذا التحول.

### الفصل الرابع: "تحديث الإسلام".
يتناول هذا الفصل مسألة تحديث أفكار بعض التيارات، مستعرضًا الجهود الفكرية السابقة التي تناولت الموضوع، ومنها ما قام به بعض المفكرين في بدايات حذرة. يعرض المؤلف ما أسماه "الأزمنة الثلاثة لتدبير الشأن الديني"، مشيرًا إلى الإطار المرجعي الذي أسس لهذا التدبير، والأدوات والمؤسسات التي تفعّل عملية التحديث، بالإضافة إلى التحديات والرهانات التي وضعت هذا المشروع على المحك.
كما يناقش الفصل ظهور التيارات السلفية بمختلف أشكالها، خاصة بعد أحداث 11 سبتمبر 2001 وتفجيرات الدار البيضاء عام 2003، موضحًا الجذور التاريخية والإيديولوجية لذلك وتوظيفه في سياقات دولية متعددة. ويستعرض أيضًا تصنيف الباحثين لمراحل تطور الإرهاب العالمي، مع التركيز على مرحلة اتجه فيها التهديد إلى أوروبا باعتبارها الحلقة الأضعف في الغرب، وما ترتب على ذلك من عمليات استقطاب وتجنيد.

### الفصل الخامس: "الإسلام بين الاقتداء والتقليد أو أشكال السلفيات".
يتناول هذا الفصل الأصول الفكرية والتاريخية للتيار السلفي، مع التوقف عند التحولات التي طرأت على دلالة مصطلح"السلفية"، حيث لم يعد يعبّر عن مفهوم موحد بقدر ما بات يشير إلى أشكال متعددة من التدين والممارسات التي تختلف عن الأصل المفترض للمصطلح. ويناقش الفصل امتدادات هذه الظاهرة في السياق المغربي، حيث تتفرع السلفية إلى أنماط متعددة.
كما يتطرق إلى مسارات عدد من الفاعلين داخل هذه التيارات، مبرزًا التباين بين من يدعو إلى قراءة مرنة وتأويلية للنصوص الدينية، ومن يتشبث بقراءتها الحرفية. ويخلص الفصل إلى أن السلفية المعاصرة لم تعد كتلة واحدة، بل تحولت إلى مشهد متشظٍّ تتوزعه اتجاهات عدة.